# Bergischer Geschichtsverein
Der Bergische Geschichtsverein e. V. (BGV) ist mit ca. 4.000 Mitgliedern der größte deutsche regionale Geschichtsverein, mit Sitz des Gesamtvereins in Wuppertal, zugleich auch einer der ältesten Vereine seiner Art. Er wurde am 13. Juni 1863 in Elberfeld (heute zu Wuppertal) gegründet.

## Vereinszweck
Der Verein widmet sich der Erforschung der Regional- und Ortsgeschichte des Bergischen Landes und seiner Nachbarregionen, der Veröffentlichung und Vermittlung seiner Forschungsergebnisse und der Denkmal- sowie der Mundartpflege.
Der BGV besteht aus einem Zusammenschluss von 15 rechtlich selbstständigen lokalen Geschichtsvereinen, die er als Abteilungen des Gesamtvereins führt. Diese Abteilungen sind Burscheid (gegr. 1956), Erkrath (gegr. 1961), Haan (gegr. 1949), Hückeswagen (gegr. 1960), Niederwupper-Leverkusen (incl. Monheim, Langenfeld und Leichlingen) (gegr. 1928), Oberberg (gegr. 1924), Overath (gegr. 1979), Radevormwald (gegr. 1946), Rechtsrheinisches Köln (Beitritt 2017), Remscheid (gegr. 1921), Rhein-Berg (Bergisch Gladbach) (gegr. 1935/1956), Solingen (gegr. 1925), Velbert-Hardenberg (gegr. 1970), Wermelskirchen (gegr. 1927) und Wuppertal (gegr. 1938).

## Geschichte

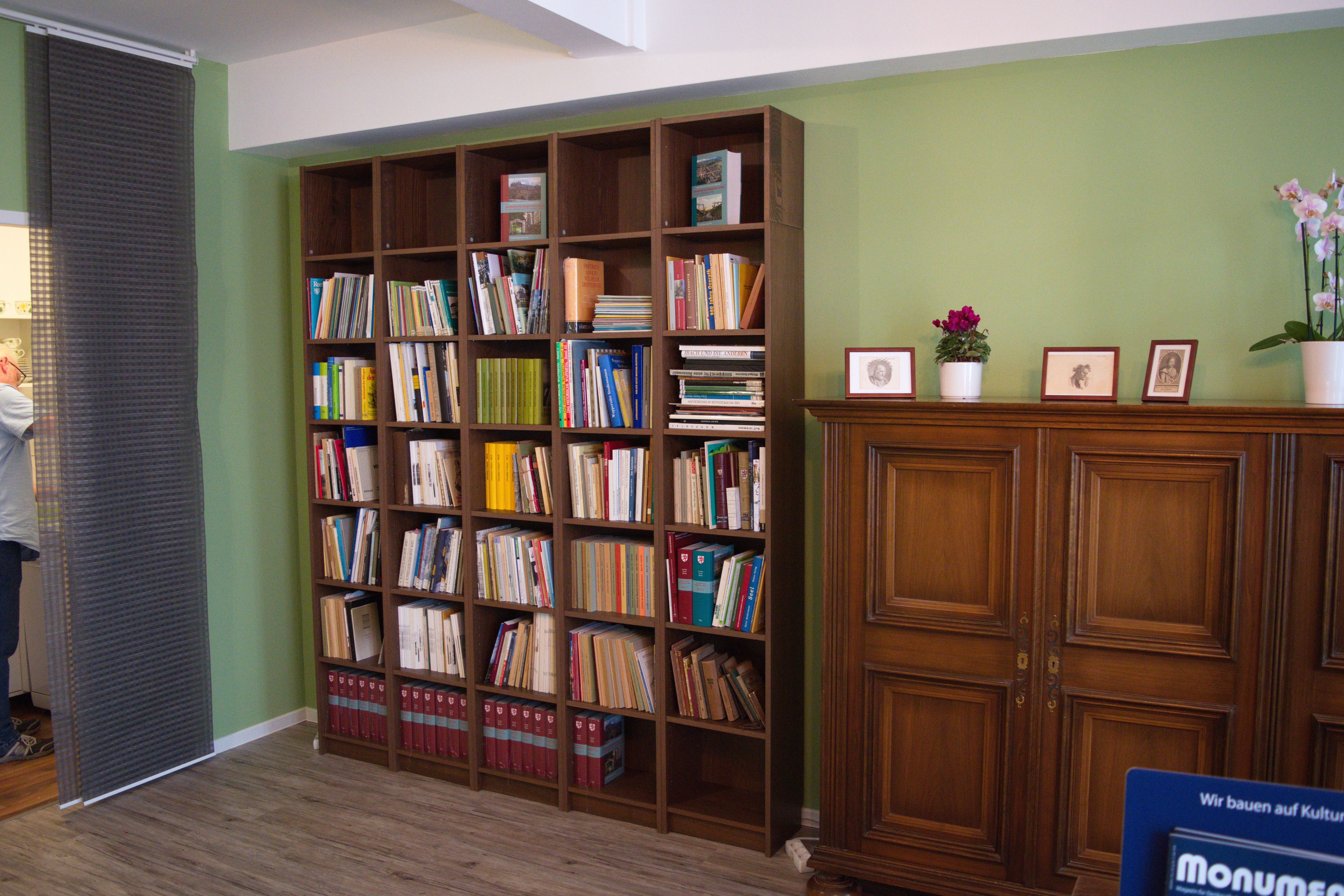
Geschäftsstelle des Vereins in Wuppertal

Mitbegründer und Persönlichkeiten des Vereins waren unter anderem Karl Wilhelm Bouterwek, Wilhelm Crecelius und Adolf Werth.
Die Abteilung Overath wurde 1979 als 14. Abteilung aufgenommen. 2017 folgte der Geschichts- und Heimatverein Rechtsrheinisches Köln als 15. Abteilung in den BGV. Die Mitgliederzahl des Gesamtvereins erhöhte sich damit um 330 auf über 4.000.
Am 9. September 2018 (am Tag des offenen Denkmals) wurde die neue Geschäftsstelle in Wuppertal im Kolkmannhaus eröffnet.

## Liste der Vorsitzenden
Die Ersten Vorsitzenden des Vereins, später des Gesamtvereins, waren:
- 1863–1868: Karl Wilhelm Bouterwek (1809–1868)
- 1868–1881: Karl Krafft (1814–1898) (kommissarisch)
- 1881–1889: Wilhelm Crecelius (1828–1889)
- 1889–1890: Otto Lutsch (1851–1925) (kommissarisch)
- 1890–1911: Ludwig Scheibe (* 1846, † )
- 1911–1917: Friedrich Seitz (* 1853, † )
- 1917–1943: Wilhelm de Weerth (1866–1943)
- 1943–1945: Alfred Straßweg (1902–1997)
- 1945–1964: Edmund Strutz (1892–1964)
- 1964–1994: Wolfgang Köllmann (1925–1997)
- 1994–2008: Jürgen Stohlmann (1937–2011)
- 2008–2013: Beate Battenfeld (* 1963)
- 2013–2023: Thomas G. Halbach (* 1962)
- seit 2023-0: Wolfgang Hasberg (* 1961)

## Zeitschriften und Schriftenreihen des Vereins und der Abteilungen
- Hauptverein
  - Zeitschrift des Bergischen Geschichtsvereins ZBGV (seit 1863)
  - Bergische Forschungen – Quellen und Forschungen zur bergischen Geschichte, Kunst und Literatur (seit 1925)
  - Romerike Berge – Zeitschrift für das Bergische Land (zeitw. gemeinsam mit dem Schlossbauverein Burg) (seit 1950)
  - Monatsschrift des Bergischen Geschichtsvereins (1894–1920)
  - Mitteilungen des Bergischen Geschichtsvereins (1932–1933)
  - Bergische Blätter (1924–1935)

- Abteilung Erkrath
  - Niederbergische Geschichte

- Abteilung Haan
  - Beiträge zur Lokalgeschichte
  - Kleine Beiträge zur Heimat und Lokalgeschichte
  - Quellen zur Haaner Geschichte
  - Heimatdichter

- Abteilung Hückeswagen
  - Leiw Heukeshoven

- Abteilung Niederwupper
  - Niederwupper – Historische Beiträge

- Abteilung Oberberg
  - Beiträge zur Oberbergischen Geschichte
  - Materialien und Quellen zur Regionalgeschichte

- Abteilung Overath
  - Archera – Beiträge zur Geschichte der Gemeinde Overath (seit 1980)

- Abteilung Radevormwald
  - Heftreihe zur Geschichte Radevormwalds

- Abteilung Rhein-Berg
  - Heimat zwischen Sülz und Dhünn
  - Der Bensberger Bote
  - Schriftenreihe der Abteilung Rhein-Berg

- Abteilung Solingen
  - Die Heimat – Mitteilungsblatt (1985–1995)
  - Die Heimat – Beiträge zur Geschichte Solingens und des Bergischen Landes (seit 1996)

- Abteilung Velbert-Hardenberg
  - Velbert – Historische Beiträge

- Abteilung Wermelskirchen
  - Wermelskirchen – Beiträge zu unserer Geschichte

- Abteilung Wuppertal
  - Geschichte im Wuppertal (seit 1991)
  - Beiträge zur Geschichte und Heimatkunde des Wuppertals
  - Beiträge zur Denkmal- und Stadtbildpflege des Wuppertals
  - Mitteilungen des Stadtarchivs Wuppertal, des Historischen Zentrums und des Bergischen Geschichtsvereins, Abteilung Wuppertal

- Abteilung Geschichts- und Heimatverein Rechtsrheinisches Köln
  - Unser Porz (1960–1974)
  - Rechtsrheinisches Köln – Jahrbuch für Geschichte und Landeskunde (seit 1976)

## Crecelius-Medaille
Der BGV verleiht seit 1957 die nach Wilhelm Crecelius benannte Crecelius-Medaille:
Bisherige Preisträger:
- 1957: Wilhelm Rees (1888–1969), Remscheid
- 1961:  Edmund Strutz (1892–1964), Wermelskirchen
- 1963:  Max Braubach (1899–1975), Bonn
- 1963:  Franz Steinbach (1895–1964), Bonn
- 1966:  Paul Luchtenberg (1890–1973), Burscheid
- 1966:  Hans Mosler (1879–1970), Düsseldorf
- 1968: Marie-Luise Baum (1887–1979), Wuppertal
- 1968: Karl Eckert (1888–1975), Wuppertal
- 1968: Fritz Hinrichs (1890–1976), Leichlingen
- 1970: Ernst Erwin Stursberg (1908–1971), Remscheid
- 1970:  Wolfgang Köllmann (1925–1997), Bochum
- 1974: Otto Kaufmann (1900–1985), Lohmar
- 1976: Kurt Niederau (1924–1998), Wuppertal
- 1977: Karl Wilhelm Heuser (1936–1987), Remscheid
- 1979:  Heinz Wolff (1910–1987), Wuppertal
- 1980: Rolf Müller (1925–2020), Leverkusen-Opladen
- 1981:  Erich Mengel (1909–1982), Remscheid
- 1988:  Wilhelm Janssen (1933–2021), Düsseldorf
- 1988:  Klaus Goebel (* 1934), Wuppertal
- 1988:  Michael Metschies (1939–2000), Wuppertal
- 1997:  Burkhard Dietz (* 1954), Göttingen
- 1999: Lothar Kellermann (1922–2014), Wermelskirchen
- 2010: Gerd Helbeck (1937–2025), Schwelm
- 2010: Wolfgang Motte (* 1932), Radevormwald
- 2011:  Uwe Eckardt (* 1943), Wuppertal
- 2014:  Jürgen Reulecke (*  1940), Essen
- 2023:  Volkmar Wittmütz (* 1940), Wuppertal